# Поворозник Любов Василівна
Любов Василівна Поворозник (нар. 1976, м. Тернопіль) — українська художниця. Дружина Володимира Поворозника. Лауреат обласного конкурсу серед аматорів образотворчого мистецтва Тернопільщини імені Олени Кульчицької (2020).

## Життєпис
Любов Поворозник народилася в місті Тернополі.
Закінчила художню студію, Тернопільський державний педагогічний університет. Працювала художницею-дизайнеркою видавництва «Мандрівець» (2000—2015, Тернопіль).
Позаштатний художник у дитячому журналі «Артек».

## Творчість
Бере участь у художньо-мистецьких пленерах.
Персональні виставки:
- 2016 — Тернопільський обласний художній музей;
- 2024 — Городоцький краєзнавчий музей (Хмельницька область)[2];
- 2025 — Кременецько-Почаївський державний історико-архітектурний заповідник[3].

## Родина
Одружена. Чоловік Володимир Поворозник — художник, народний майстер, дизайнер, член журі міжнародних конкурсів коміксів, член ГО «Удін і компанія».